# フタマタタンポポ属
フタマタタンポポ属（Crepis）はキク科の1属。

## 主な種
- エゾタカネニガナ Crepis gymnopus
- フタマタタンポポ Crepis hokkaidoensis
- モモイロタンポポ Crepis rubra
- ヤネタビラコ Crepis tectorum